# Pallone d'oro 2017

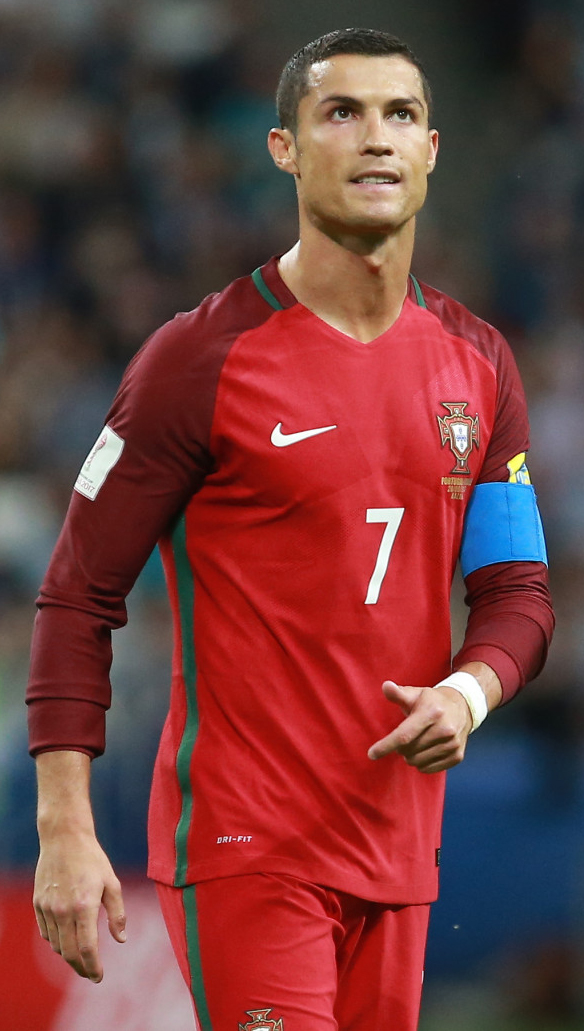
Cristiano Ronaldo, vincitore del Pallone d'oro 2017.

Il Pallone d'oro 2017 è stato consegnato il 7 dicembre 2017 ed è stato vinto dal portoghese Cristiano Ronaldo, alla seconda affermazione consecutiva dopo quella dell'edizione precedente. Ronaldo ha raggiunto Lionel Messi in testa all'albo d'oro del riconoscimento, con cinque vittorie.

## Graduatoria
I 30 candidati alla vittoria finale sono stati resi noti il 9 ottobre 2017. Il vincitore è stato annunciato il 7 dicembre successivo.